# Col Vinson-Shinn
Le col Vinson-Shinn ou col Goodge est un col de montagne situé en Antarctique. Il se trouve entre le mont Shinn au nord et le massif Vinson au sud, distants de 8 kilomètres.